# 7,5-cm-Infanteriegeschütz 42
Das 7,5-cm-Infanteriegeschütz 42 wurde als Unterstützungswaffe der Infanterie von der Wehrmacht Ende des Zweiten Weltkriegs zum Einsatz gebracht.

## Entwicklung
Zu Beginn des Zweiten Weltkriegs sammelte die Wehrmacht Erfahrungen mit den seit den 30er-Jahren neu eingeführten Waffen und nahm Bewertungen vor, die an das Heereswaffenamt gemeldet wurden. So wurde auch das letztlich über die gesamte Kriegsdauer eingesetzte 7,5-cm-leichte Infanteriegeschütz 18 (l.IG 18), nach dem Polen- und Frankreich-Feldzug bewertet und man entschied, die Entwicklung eines Geschützes, welches die Leistungen des l.IG 18 übertreffen sollte.
Die Firma Krupp lieferte schnell schon 1940 einen erprobungsfähigen Prototyp mit der geheimen Wehrmacht Geräte Nr. 5-0721. Es erhielt die Bezeichnung 7,5-cm-Infanteriegeschütz 42. Eine Fertigung wurde, obwohl die Erprobung gut gelaufen war, letztlich nicht beauftragt.
Im Jahr 1943 hatte die Wehrmacht die ersten größeren Niederlagen erlitten und musste größere Totalverluste an Gerät durch neue Ausrüstung ersetzen. Leichte Geschütze mit guter Durchschlagleistung, die auch Panzer bekämpfen konnten, wurden benötigt. Dieser Anforderung folgend wurde die Kanone der Krupp Entwicklung Nr. 5-0721 mit einer modifizierten Mündungsbremse und einigen kleinen anderen Änderungen auf die in großen Stückzahlen zur Verfügung stehende Lafette der 3,7-cm Pak montiert. Diese Waffe wurde 7,5-cm-Infanteriegeschütz 37 bezeichnet. Der Bedarf an diesen Geschützen war jedoch größer als die noch vorhandene Anzahl alter Lafetten.
Während der Entwicklung der 8-cm-Panzerabwehrwerfer hatte Rheinmetall, eine sehr gute und leichte Lafette geschaffen. Die Kombination dieser Lafette mit dem Rohr der 7,5-cm-Pak 37 bekam die ursprüngliche Bezeichnung 7,5-cm-Infanteriegeschütz 42. Schon am 18. April 1944 bestellte man die neue Waffe, jetzt mit der Geräte Nr. 5-0760 versehen.
Von September 1944 bis März 1945 wurden insgesamt 527 Geschütze produziert.

## Technik
Das 7,5-cm-IG 42 war in Wirkung und Feuergeschwindigkeit dem l.IG 18 vergleichbar. Die Rohrerhöhung ist deutlich geringer als beim l.IG 18 und es kann die gleiche Munition verschossen werden. Der Verschluss ist als selbstschließender, halbautomatischer Fallblockverschluss ausgeführt. Die Waffe sollte die gegnerische Infanterie im offenen Gelände und auch hinter Deckung bekämpfen. Eine Panzerabwehr war selbst mit Spezialmunition nur unterhalb von 400 m und auch nur von der Seite oder auf die Rückseite des feindlichen Kampfwagen erfolgversprechend.
Für den Transport war die Lafette so ausgelegt, dass sowohl eine Protzöse, als auch ein Kupplungsauge vorhanden waren. Wodurch die Waffe mit Protze oder auch ohne gezogen werden konnte. Alternativ konnte die Waffe in 10 Traglasten zerlegt werden.

## 7,5-cm-Infanteriegeschütz 42/1
Im Jahr 1944 erprobte die Wehrmacht verschiedene Waffen mit Raketengeschossen. Man erinnerte sich an den Prototyp für das erste IG 42 und nahm einige Änderungen an der Waffe vor. So wurde ein für diese Munition erforderliches Glattrohr und auch eine völlig neue Mündungsbremse verbaut. Ansonsten blieb die Waffe unverändert.
Als die Alliierten bei Kriegsende ein Militärgelände in Meppen besetzen, fanden sie diese Waffe dort und dokumentierten die Version 42/1.